# R.I.S.K.
R.I.S.K., o K.R.I.S. in una riedizione economica della The Micro Selection, è un videogioco di tipo sparatutto a scorrimento con un velivolo fantascientifico, pubblicato nel 1987 per Commodore 64 dalla The Edge, allora un'etichetta dell'editrice britannica Softek. La sigla sta per Rapid Intercept, Seek and Kill (traducibile "intercettazione, ricerca e uccisione rapide"). Il gioco ottenne generalmente buone valutazioni dalla stampa dell'epoca.

## Modalità di gioco
R.I.S.K. si svolge sul pianeta Christon 3, importante centro di ricerca, che è stato invaso da una specie aliena. Il giocatore impersona il pilota del velivolo di superficie Surface Skimmer, inviato nell'ultima base sicura del pianeta, che userà come quartier generale. Il gioco inizia nella base, rappresentata come un piccolo scenario a piattaforme dove si sposta il pilota a piedi per accedere a varie funzioni preparatorie: impostare i colori, acquistare l'equipaggiamento, visualizzare la mappa.
La mappa del territorio è rappresentata come una griglia di caselle, visibili come terreno se libere, oppure nere se occupate dal nemico. Si può decidere di entrare in una delle caselle nemiche adiacenti a quelle libere.
Quando si attacca una casella nemica ha inizio l'azione e si pilota lo Skimmer sopra il territorio in questione. L'ambiente è mostrato con visuale di lato e scorrimento orizzontale parallattico libero in entrambi i sensi, su sfondi montagnosi e terreno piatto. Qui si devono affrontare le forze nemiche sotto forma di velivoli, mezzi terrestri e alieni con zainetti propulsori. I colpi nemici, gli scontri con i nemici e gli urti troppo veloci con il suolo riducono lo scudo protettivo dello Skimmer, fino alla sua eventuale distruzione che termina il gioco. Si possono incontrare anche degli scienziati umani dispersi, che si possono salvare atterrando nelle vicinanze e aspettando che corrano a bordo dello Skimmer. La posizione di nemici e scienziati a maggiore distanza è segnalata da un radar in cima allo schermo. Occasionalmente vengono lanciate delle capsule di rifornimento da raccogliere.
L'obiettivo è eliminare tutti i nemici dall'area (un indicatore dice quanti ne rimangono), dopodiché si può raggiungere un passaggio per entrare in una base sotterranea con delle piattaforme, sulle quali si trovano progetti scientifici da recuperare e rifornimenti vari. Si può atterrare su una sola piattaforma per ottenere i rifornimenti e ciò richiede una manovra precisa, durante un unico attraversamento del tunnel a scorrimento continuo verso destra, altrimenti non si ottiene nulla.
Terminato un settore si torna al quartier generale per potenziare lo Skimmer e quindi scegliere un nuovo settore da attaccare, che sarà più difficile. È possibile anche ritornare alla base prima, senza aver completato il settore, raggiungendo un apposito passaggio. Inizialmente lo Skimmer è debolmente armato e difficile da pilotare in quanto risente anche della forza di gravità, ma grazie a rifornimenti e scienziati raccolti, che vengono consumati per riparare ed equipaggiare il mezzo in laboratorio, si possono ottenere potenziamenti tra cui: propulsori per la velocità, retrorazzi per virare più rapidamente, maggiore potenza di fuoco, scudi protettivi e sistemi antigravità.